# Cheilolejeunea turgida
Cheilolejeunea turgida là một loài Rêu trong họ Lejeuneaceae. Loài này được (Mitt.) W. Ye & R.L. Zhu mô tả khoa học đầu tiên năm 2010.